# Daphne Jelgersma
Daphne Albada Jelgersma, née en 1968, est une joueuse professionnelle de squash représentant les Pays-Bas. Elle atteint en mai 1999 la 36e place mondiale sur le circuit international, son meilleur classement.

## Biographie
Avec l'équipe nationale néerlandaise, elle participe aux Championnats du monde en 1996 , 1998 , 2000 et 2002 , et fait partie de l'équipe aux Championnats d'Europe à quatre reprises de 1999 à 2002 .
Aux championnats du monde individuels, Jelgersma ne réussit pas à se qualifier pour le tableau principal à trois reprises. En 2001 et 2002, elle devient vice-championne des Pays-Bas. En 2001, elle perd en finale face à Vanessa Atkinson et l'année suivante face à Karen Kronemeyer.

## Palmarès

### Finales
- Championnats des Pays-Bas : 2 finales (2001, 2002)